# Acomys percivali
Acomys percivali es una especie de roedor de la familia Muridae. Es uno de los dos únicos mamíferos (junto al Acomys kempi) que es capaz de regenerar tejido dañado, incluyendo folículos, piel, glándulas surodíparas, pelaje y cartílago.

## Distribución geográfica
Se encuentra en Kenia, Somalia, Sudán del Sur y Uganda.

## Hábitat
Su hábitat natural son: Sabanas, Clima tropical o Clima subtropical y zonas rocosas.